# Götlunda landskommun, Närke
För landskommunen med detta namn i Västergötland, se Götlunda landskommun, Västergötland.
Götlunda landskommun var en tidigare kommun i Örebro län.

## Administrativ historik
Kommunen inrättades i Götlunda socken i Glanshammars härad i Närke när 1862 års kommunalförordningar trädde i kraft.
Vid kommunreformen 1952 gick kommunen upp i Glanshammars landskommun, som därmed kom att omfatta hela Glanshammars härad. 1974 delades denna och området för Götlunda socken gick då upp i Arboga kommun och överfördes därmed till Västmanlands län.

## Politik

### Mandatfördelning i Götlunda landskommun 1938-1946
| 10 | 5 | 7 | 3 |

| 25 |

| 9 | 7 | 6 | 3 |

| 25 |

| 7 | 9 | 7 | 2 |

| 23 |